# Paul Esswood

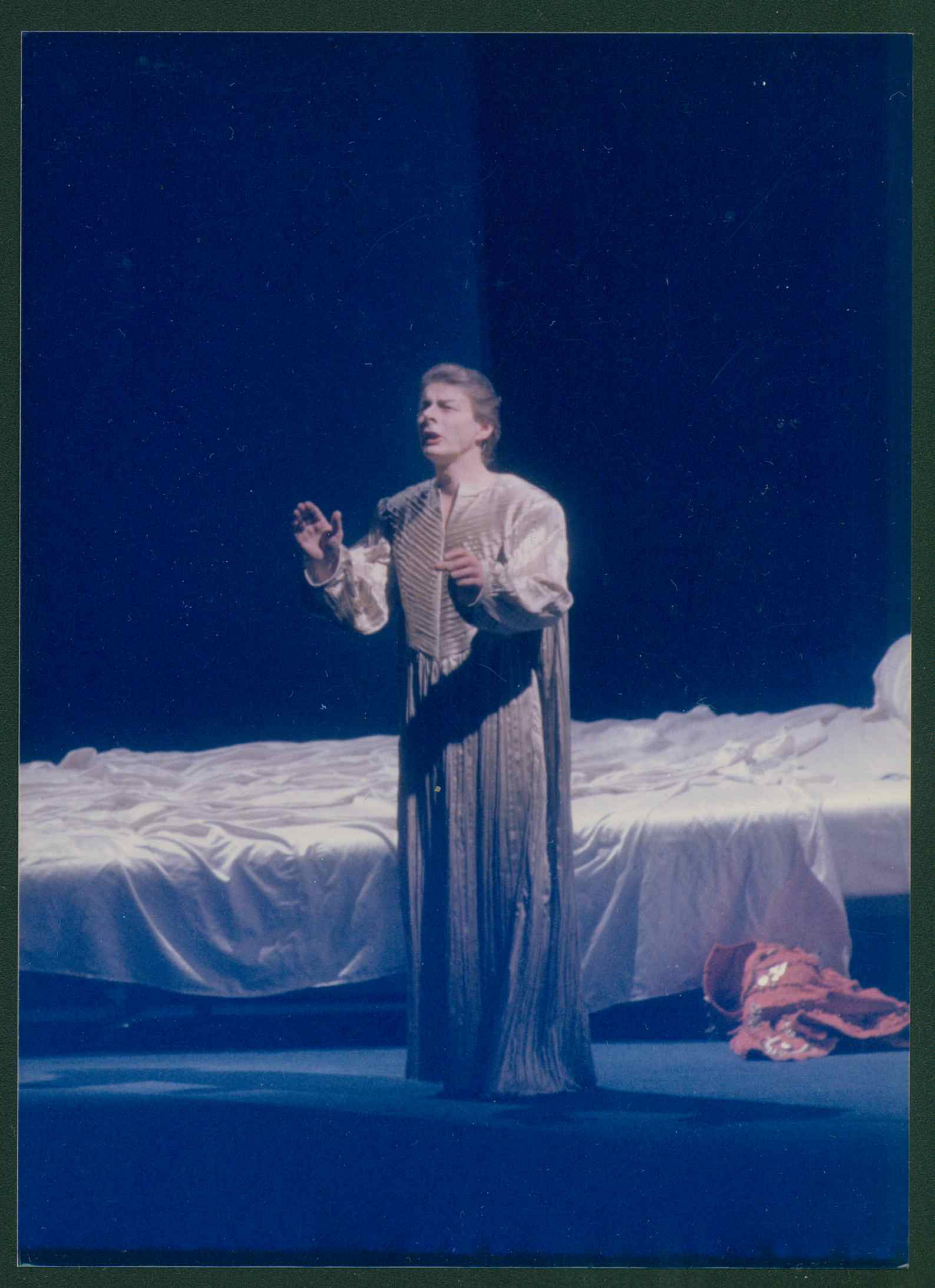
Paul Esswood als Admeto bei den 6. Händel-Festspielen Karlsruhe

Paul Esswood (* 6. Juni 1942 in West Bridgford, England) ist ein englischer Sänger (Countertenor) und Dirigent. Zusammen mit seinen Landsleuten Alfred Deller und James Bowman hat er sich einen Namen als führender Vertreter der Wiederbelebung der Countertenor-Literatur gemacht.

## Leben
Paul Esswood studierte von 1961 bis 1964 am Royal College of Music in London. Er war danach Lay Alto Vicar in Westminster Abbey von 1964 bis 1971, und begann eine professionelle Karriere 1971 mit einer Aufnahme von Händels Messias für die BBC.
Besonders bekannt wurden Esswoods Aufnahmen der Altpartien in der Gesamtaufnahme der Bachkantaten bei Teldec unter der Leitung von Nikolaus Harnoncourt und Gustav Leonhardt, sowie von Opern von Händel und Monteverdi. Des Weiteren hat er vier Versionen von Händels Messias sowie zahlreiche Werke von Henry Purcell, Monteverdi, Francesco Cavalli, Marc-Antoine Charpentier und weiteren Komponisten aufgenommen. Zu den Partien, die in zeitgenössischen Werken für ihn geschrieben wurden, gehören die Titelrolle in Akhnaten von Philip Glass und die Rolle des Todes in Paradise Lost von Penderecki. Er sang auch die Rolle des Seff in der Vertonung von Schlafes Bruder von Herbert Willi bei der Uraufführung im Opernhaus Zürich, gefolgt von der österreichischen Erstaufführung in Innsbruck.
Paul Esswood ist der Gründer von Pro Cantione Antiqua, einer englischen A-cappella-Gruppe aus Männerstimmen, die sich in Historischer Aufführungspraxis spezialisiert hat. Zudem hat er sich einen Namen als Dirigent von Barockopern gemacht.
Der Countertenor und Musikwissenschaftler Peter Giles beschreibt seine Stimme so: „Paul Esswood is a high counter tenor and seems to use only his head register“ und bemerkt, dass er durchgängig Vibrato einsetzt.